# Serena (prénom)
Pour les articles homonymes, voir Serena (homonymie).
Cette page présente le prénom Serena ainsi que ses variantes.
Serena est un prénom féminin d’origine latine utilisé notamment en anglais, espagnol et italien. Il prend souvent la forme accentuée Séréna en français.

## Origine et popularité

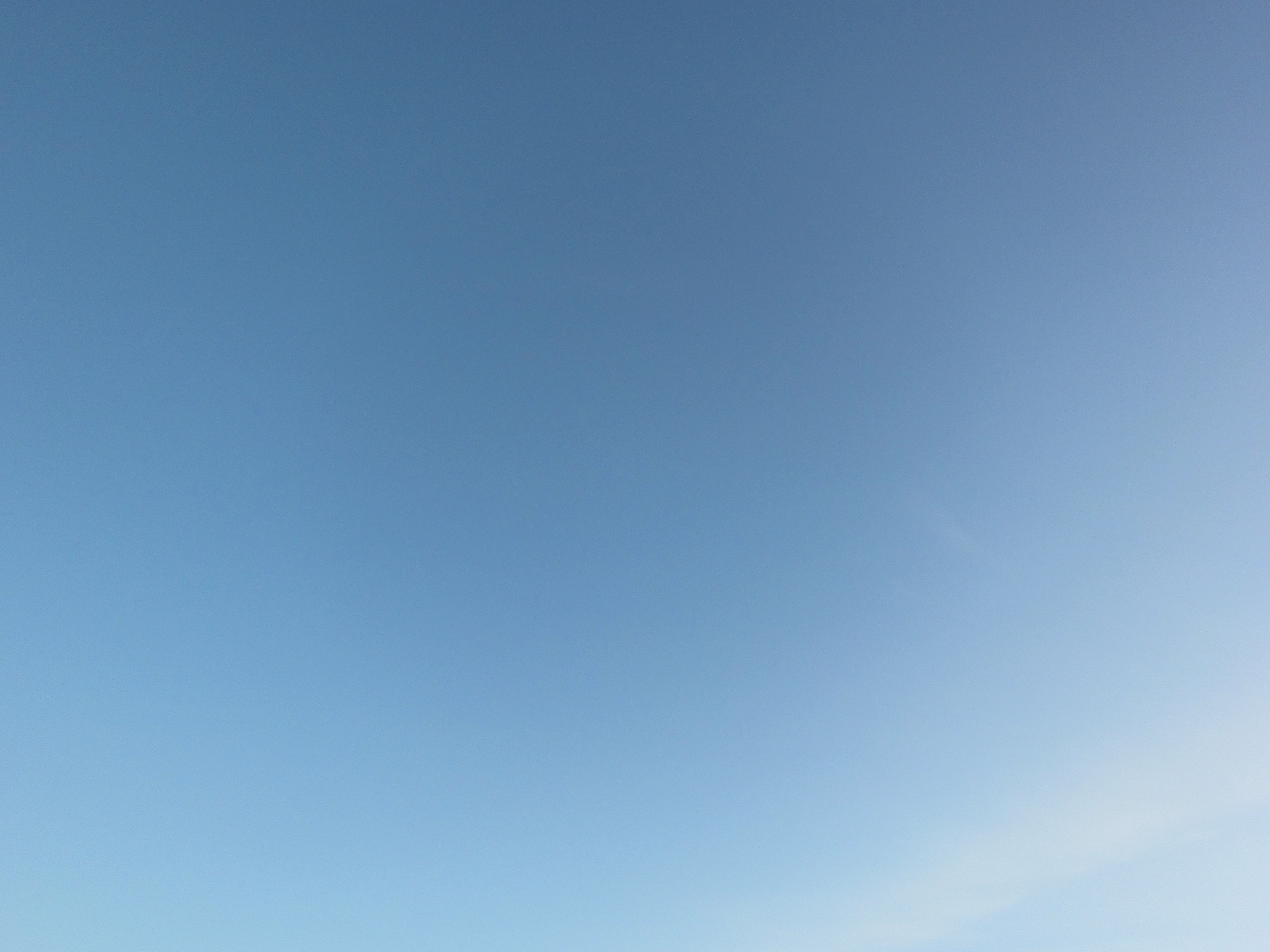
Ciel serein, sans nuage.

Le prénom Serena vient de l'adjectif latin serenus signifiant « serein, tranquille ». Cet adjectif latin, apparenté au terme grec ξηρός / xērós « sec », peut s'appliquer par exemple à un temps calme ou à un ciel clair[réf. souhaitée].
En français le prénom s'écrit sous la forme Séréna, ou aussi avec la typographie internationale sans accent Serena.
En France, le prénom Séréna atteint un pic de popularité en 2003 avec 418 naissances. La variante Serena est peu représentée jusqu'en 2010 où elle dépasse la variante Séréna, le total des naissances restant pratiquement stable.
En Angleterre et au Pays de Galles, près de 160 naissances sont enregistrées en 2000 avec le prénom Serena, le nombre baisse un peu par la suite. Aux États-Unis, le pic de popularité du prénom est atteint en 2000 avec 1 504 naissances. En Italie le pic est en 2004 avec 1 998 naissances.

## Équivalents
- en basque : Serene
- en anglais : Serena[1], Serenity
- en espagnol : Serena
- en français : Séréna[1], Serena
- en hongrois : Szeréna
- en italien : Serena[1], Serenella, Serenilla
- en néerlandais : Seraina
- en polonais : Serena
- en portugais : Serena

## Fête
- 23 février[3],[4] : en référence à Sérène de Sirmium[5] ;
- 7 mai[6] : en référence à Cénéré de Saulges[7] ;
- 2 août : en référence à Serenus de Marseille[8].

## Personnalités portant ce prénom

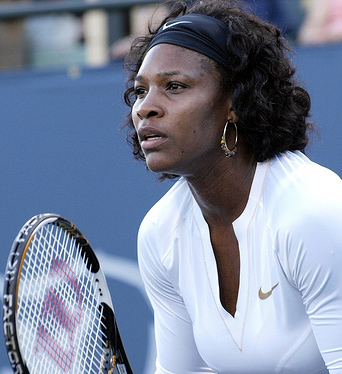
Serena Williams en juillet 2008.

Pour les articles sur les personnes portant ce prénom, consulter les listes générées automatiquement pour les variantes Serena et Séréna. Notamment : 
- Serena (Flavia Serena, vers 365-408), nièce et fille adoptive de l’empereur romain Théodose Ier, épouse de Stilicon ;
- Serena Williams (née en 1981), joueuse de tennis américaine.

## Personnages de fiction
Notamment :
- Serena, personnage des séries Pokémon ;
- Serena Van Der Woodsen, personnage principal de la série Gossip Girl.